# Structuralisme (sociale wetenschappen)

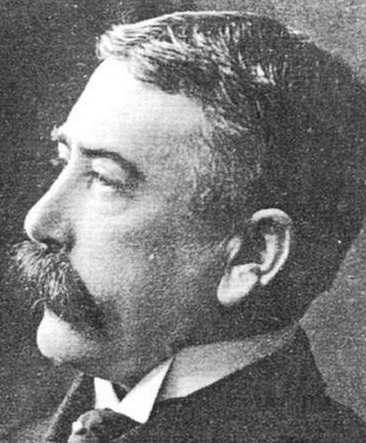
Ferdinand de Saussure legde de fundamenten voor het structuralisme in zijn semiotiek

Structuralisme is een benaderingswijze die ervan uitgaat dat niet-direct waarneembare of onbewuste structuren ten grondslag liggen aan alle sociale verschijnselen. Deze structuren zijn verzamelingen van de relaties tussen de elementen waaruit de sociale werkelijkheid is opgebouwd. Het structuralisme bestaat uit een aantal interdisciplinaire methodes en onderzoeksprogramma's die stellen dat er uitgebreide onbewust functionerende culturele symboolsystemen zijn die het alledaagse in grote mate bepalen en daarom onderzocht moeten worden. Deze intellectuele stroming binnen de sociale wetenschappen en hedendaagse filosofie kende een bloeitijd in de jaren 1960-70.

## Inhoud
Het structuralisme is de uitbreiding van de structurele taaltheorie van Ferdinand de Saussure naar verschillende andere vakgebieden. Deze taaltheorie stelde dat de betekenis van een woord niet wordt bepaald door hetgeen waarnaar zij verwijst, maar door de gehele taal zelf. Om een woord te begrijpen moet men dus de bredere taal onderzoeken en kijken hoe dit element erin past. De Saussure zag taal en meer concreet een woord als bestaande uit twee elementen: signifiant (betekenaar) en signifié (betekenis). Wat de Saussure de betekenaar (signifiant) noemt, is het concreet gerealiseerde teken (de letters op het papier of de klank). De betekenis (signifié) is het mentale concept waar de betekenaar verwijst. De betekenis van het teken moet onderscheiden worden van de buitentalige referent. Hij zette zich af tegen de klassieke opvatting dat de betekenis van een woord louter bepaald wordt door het buitentalig object waar het naar verwijst en stelde een alternatieve interpretatie voor. Het was de Saussure niet om de dingen in de wereld te doen, maar om de begrippen die in de taal (langage) aanwezig zijn. De betekenis van een woord werd volgens Saussure louter bepaald door de andere betekenaars in het systeem zelf. Betekenaar en betekenis vormen samen als tekeneenheid het basiselement van zijn taalkunde; hij zag deze twee delen van het teken als de twee zijden van een blad papier. Verdere bijdrage aan deze theorie zijn gemaakt door Louis Hjelmslev, Roman Jakobson en André Martinet.
Het structuralisme bevat dus een soort holisme en stelt het geheel primair aan de delen. Het geheel van intern samenhangende fenomenen is een structuur. Daarom kan het structuralisme zich niet direct op een onderzoeksobject richten; deze is immers pas begrijpbaar in de context van het grotere systeem, maar richt zich op het algemene systeem dat de concrete elementen zelf mogelijk maakt. Deze structuren worden gedacht als slechts formeel bepalend en onafhankelijk van enige inhoud en de concrete personen die onder deze structuur leven.
Naast een linguïstisch structuralisme, dat vooral bekend werd, werd er ook een wiskundig structuralisme uitgewerkt op basis van het werk van de Bourbakigroep. De invloed hiervan is onder meer terug te vinden in het werk van Georges Dumézil, Gilles-Gaston Granger, Claude Lévi-Strauss, (de vroege) Michel Serres.

### Structuralisme en het subject
Het voornaamste kenmerk van het structuralisme is misschien wel dat ze het subject (of breder de mens) niet meer centraal wordt geplaatst, in tegenstelling tot de traditionele filosofie. Het structuralisme stelt over het algemeen dat de categorie van het subject een sociale constructie is. Sommige structuralisten willen zelfs zo ver gaan om het hele concept van het persoonlijke en vrije subject te ondergraven en zelfs af te schaffen. De structuralist Claude Lévi-Strauss stelde dat de voornaamste rol van de menswetenschappen niet is de mens te constitueren, maar hem te ontbinden. De marxist Louis Althusser stelde dan weer dat het subject een product is van de (heersende) ideologie.
De filosoof en historicus Michel Foucault argumenteerde in zijn werk les mots et les choses (1966) dat de mens niet centraal staat, maar een product is van onze hedendaagse cultuur. In dit werk onderzocht hij de geschiedenis van de kennis en van de menswetenschappen en kwam tot het besluit dat er met de opkomst van de moderne menswetenschappen aan het licht is gekomen - doordat de mens zowel subject en object van het onderzoek is - dat de mens niet de oorsprong en het fundament van alle kennis is. Hij zag het structuralisme dan ook als een historisch symptoom waarin de mens inziet niet het laatste woord te hebben. Het structuralisme laat de mens als subject van het weten weer helemaal verdwijnen. Foucault ging zelfs zo ver dat hij uiteindelijk de mens dood verklaarde en sprak van het einde van de mens (l'homme est fini).

## Toepassingen
Het is deze structuralistische taalkunde die langzamerhand ook werd toegepast op andere domeinen. Een belangrijk persoon bij deze verspreiding is Roman Jakobson, een Russische taalkundige die door zijn intellectuele contacten dit ideeëngoed verspreidde over verscheidene andere disciplines. Jakobson werkte deze taaltheorie van De Saussure verder uit. Zo stelde Jakobson dat er eigenlijk twee grondprincipes aan de basis liggen van de taal, namelijk de metafoor en de metonymie. Metafoor staat gelijk aan kiezen: om een bepaald feit te beschrijven moeten bepaalde woorden gekozen worden en andere dus niet. Metonymie staat dan weer gelijk met het feit dat de spreker deze gekozen termen ook moet combineren op een grammaticaal juiste manier. Deze fenomenen zijn makkelijk aan te wijzen in de taal: mensen gebruiken constant vergelijkingen en metaforen om mensen te beschrijven (jij bent een blok aan mijn been) en ook de metonymie is er in de vorm dat bijvoorbeeld van een vloot van twaalf masten wordt gesproken, terwijl gewoon twaalf schepen wordt bedoeld.

### Antropologie

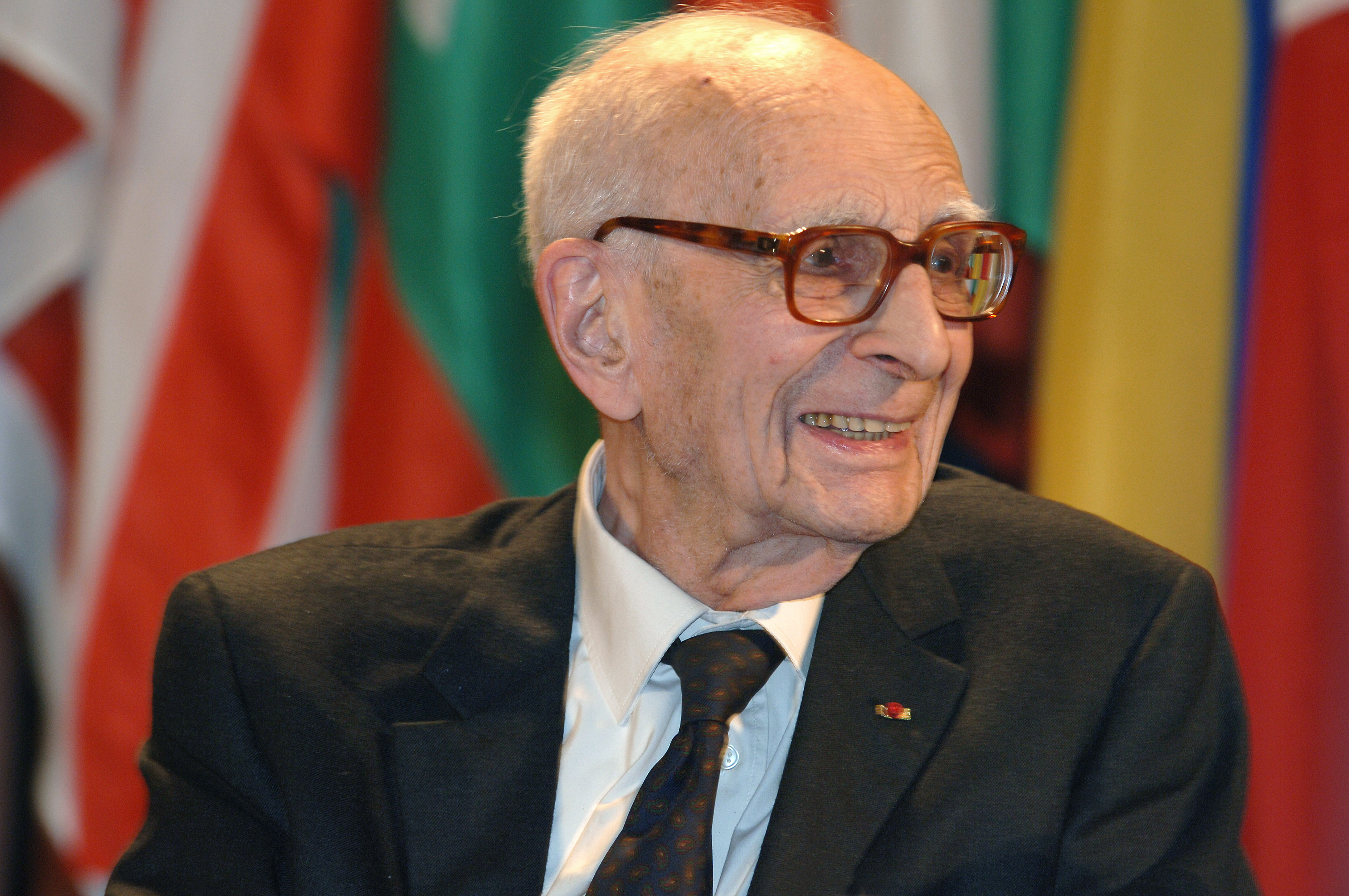
Claude Lévi-Strauss ontwikkelde als een van de eersten het structuralisme in een gebied buiten de taalkunde, namelijk in de antropologie

Een vroeg voorbeeld van de toepassing van dit ideeëngoed is terug te vinden in het werk van de antropoloog Claude Lévi-Strauss. In de godsdienstsociologie en antropologie was al eerder door Émile Durkheim en Marcel Mauss in hun artikel De quelques formes primitives de classification. Contribution à l’étude des représentations collectives (1903) en later ook in Durkheims boek Les Formes élémentaires de la vie religieuse (1912) de stelling verdedigd dat collectieve voorstellingen van een cultuur bestaan in de vorm van binaire tegenstellingen. De centrale tegenstelling is bijvoorbeeld die tussen het sacrale of het heilige enerzijds en het profane of alledaagse anderzijds.
Na contacten tussen Jakobson en Lévi-Strauss ontdekte Lévi-Strauss de analogie tussen deze binaire taalstructuren en de binaire samenlevingsstructuren zoals die al door Durkheim en Mauss werden beschreven. Hij kwam dit op het spoor door systematisch de mythes van bepaalde stammen te beschrijven aan de hand van taalkundige tegenstellingen en transformaties in de gesproken taal.:7 Zo begon hij deze ideeën toe te passen op het onderzoeken van de verwantschapsstructuren in deze primitieve samenlevingen. Deze structuren konden volgens Lévi-Strauss nooit louter worden bestudeerd door naar de beschikbare empirische data te kijken. Het moest echter, in navolging van de Saussure, bestudeerd worden als een reeks van symbolische relaties.
In de tribale samenlevingen die Lévi-Strauss onderzocht, vond hij die relaties terug in de verschillende mythes die aan bod komen. Hij bouwde hier verder op de verfijningen die Jakobson had aangebracht en stelde dat mensen in binaire opposities (hoog/laag, man/vrouw, leven/dood) denken. Culturele verschijnselen kunnen begrepen worden door deze tegenstellingen in kaart te brengen. Een voorbeeld: leven en dood zijn twee conflicterende verschijnselen en culturen lossen dit op door middel van allerlei rituelen rondom bijvoorbeeld de sterfte van een persoon. De grondstructuur leven/dood is universeel, de manier waarop culturen hiermee omgaan (begrafenisrituelen) is cultuurafhankelijk. Verder werd Lévi-Strauss ook nog sterk geïnspireerd door de psychoanalyse van Sigmund Freud en hij paste bepaalde technieken en ideeën van Freud dan ook in zijn antropologisch werk toe.:21
Toen Lévi-Strauss zijn theorieën voor het eerst uiteenzette, was het humanistisch marxisme en existentialisme nog dominant in het intellectueel klimaat van Frankrijk. Hij werd dan ook sterk bekritiseerd door onder andere Jean-Paul Sartre.:21 Sartre ontkende immers dat er zoiets was als het onbewuste, terwijl Lévi-Strauss vertrok van de hypothese dat er wel zulke onbewuste maatschappelijke structuren waren. Verder vond Sartre de freudiaanse methode van vrije associatie die Lévi-Strauss hanteerde nietszeggend, omdat het volgens Sartre tautologisch zijn eigen waarheid aantoonde. De kern van het probleem ligt echter bij de algemene structuralistische premisse dat een vrij individu niet bestaat - wat juist het belangrijkste uitgangspunt is van de existentialistische filosofie.

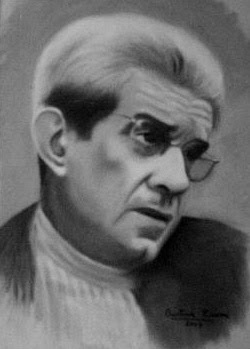
Een zwart-wit tekening van Jacques Lacan

### Psychoanalyse
Het was vooral de laatste uitwerking van Jakobson die ook de Franse psychoanalyticus Jacques Lacan ertoe aanzette deze structuralistische opvatting ook in de psychoanalyse toe te passen. Zo zag hij sterke overeenkomsten tussen deze tweedeling binnen de taal en bepaalde zaken die Sigmund Freud in zijn werk Traumdeutung (1900) uiteenzette omtrent dromen. Freud stelde immers vast dat in dromen verdrongen feiten naar voren komen, maar niet in hun zuivere vorm. In een droom wordt een zekere symboliek gebruikt die het werkelijke feit verhult. Bij begeerte naar de vrouw van een vriend, zal niet gedroomd worden over die vrouw, maar over zaken die met die vrouw te maken hebben, die haar representeren, zoals iemand met hetzelfde beroep of dezelfde haarkleur. Een ander mechanisme dat in dromen werkt, is dat dromen over gerelateerde zaken: in het geval van de vrouw, zullen de dromen gaan over haar huis of iemand met dezelfde naam. Lacan stelde deze mechanismen van verschuiving gelijk met die van de metafoor en metonymie in de taal. Hij interpreteerde dus het onbewuste gestructureerd als een taal. Taal is de voorwaarde voor het onbewuste en het onbewuste hangt samen met de taal. Hiermee verschilde Lacan dus van Freud, die het onbewuste eerder in natuurtermen benaderde.
Het onbewuste kwam volgens Lacan voort uit de eigenheid van de taal zelf. Zo volgde hij de Saussure in zijn taalfilosofie, maar paste in navolging van Jakobson enkele dingen aan. Lacan stelde dat de taal een medium is dat niet van het subject zelf is en dat het subject ook nooit volledig kan beheersen of controleren. Daarom noemde Lacan het taalsysteem en het geheel van vertogen l’Autre (de Ander of het Andere) of ook wel de symbolische orde. Lacan wees er immers op dat een taal slechts wordt geleerd doordat deze tegen een individu gesproken wordt; de taal wordt dus aan een persoon opgelegd. Daarnaast stelde Lacan ook in de tegenstelling tussen de signifiant (betekenaar) en signifié (betekenis) het primaat van de betekenaar voorop. In de wereld zijn er immers alleen betekenaars in de vorm van woorden en geen betekenissen, die dan ook in de ogen van Lacan louter bepaald worden door de keten van betekenaars.
Lacan betoogde dat ondanks dat betekenaars de functie hebben om de wereld aanwezig te maken (zodra over een hond wordt gesproken, is deze aanwezig in het gesprek), dit ook een zeker verlies van dat object impliceert. Door over een object te spreken, wordt in zekere zin het directe object uit het oog verloren. Als de hond binnenkomt is deze direct aanwezig, zodra echter over de hond wordt gesproken, wordt de hond een abstract concept en is er geen oog meer voor de concrete hond. Deze is louter in het gesprek gerepresenteerd door de betekenaar. Toegepast op het eigen ik komt het onbewuste daardoor in het spel, wat resulteerd in een deling tussen het sprekend subject en subject van de uitspraak. Enerzijds is er immers de concrete ik en anderzijds is er de betekenaar ik die de concrete ik in elk gesprek vervangt. Er is dus altijd een leemte blijven tussen deze twee en hieruit komt het onbewuste voort en het verlangen aan deze kloof tegemoet te komen.

### Sociologie

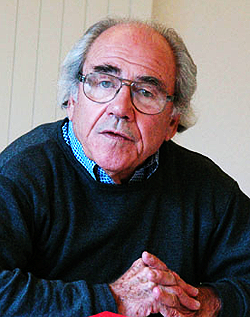
De socioloog Jean Baudrillard paste bepaalde inzichten van het structuralisme toe op de samenleving

Verder werd het ook nog toegepast in de sociologie door Jean Baudrillard en Pierre Bourdieu. Baudrillard betoogde net als Saussure dat de betekenis of de waarde van iets bepaald wordt door het geheel van de taal en dus door alle andere elementen in het betekenissysteem. In zijn vroege werk stelde hij dat de klassieke marxistische kritiek van de politieke economie moet worden aangevuld met deze semiologische ideeën van de Saussure. Zo stelt Baudrillard net als Roland Barthes dat fenomenen als mode, sport en de massamedia structurele systemen zijn die worden beheerst door specifieke regels en een specifieke logica. Ze zijn met andere woorden gestructureerd als de taal.
Bourdieu werkte in Choses dites (1987) een theorie uit onder de naam constructief structuralisme. Hierin zette hij zich echter ook wel af tegen het structuralisme en het constructivisme. Hij stelde dat er inderdaad zulke sociale structuren zijn zoals het structuralisme beweert, maar dat deze door de mens zelf geschapen zijn. Zodra ze echter gecreëerd zijn, verliest de mens er wel de controle over. Bourdieu wees op bepaalde vaste patronen in het gedrag en de kleding van een groepen in de samenleving. Hoewel ze dit oorspronkelijk zelf bepalen, verliezen ze er uiteindelijk zelf te controle op en moeten zich schikken naar wat de normen hen oplegt.

### Structureel marxisme
Het structuralisme had ook invloed in het marxisme. Oorspronkelijk paste Henri Lefebvre bepaalde elementen van de Saussure toe in zijn marxistische denken, maar hij zette zich hier later tegen af en richtte zijn aandacht meer op een meer humane sociologie.:7 Het is pas echt uitgewerkt door de filosoof Louis Althusser. Althusser betoogde op basis van het structuralisme een wetenschappelijk marxisme uit te werken. Hij stond hiermee dan ook lijnrecht tegenover de latere Lefebvre. Hij beriep zich sterk op het werk van Karl Marx, maar ook op Vladimir Lenin en Antonio Gramsci en combineerde dit met de psychoanalyse van Jacques Lacan. Hij werkte dit ideeëngoed vooral uit in Pour Marx (1965) en Lire le capital (1965) waar hij een herinterpretatie van de werken van Marx naar voren bracht.
In zijn essay Idéologie et appareils idéologiques d'état (1970) (ideologie en ideologische staatsapparaten) ging hij verder op de marxistische stelling die de geschiedenis interpreteerde als klassenstrijd. Althusser betoogde hier dat de heersende klasse, om te kunnen blijven heersen, moet zorgen dat het economisch systeem de voorwaarden voor zijn eigen bestaan herschept. Deze reproductie kan volgens Althusser opgedeeld worden in twee elementen: de productiekrachten en de productierelaties. Onder productiekrachten verstaat hij simpelweg het idee dat een kapitalistisch systeem ervoor moet zorgen dat er altijd arbeiders zullen zijn die in de fabrieken zullen werken. De kapitalisten zorgen hiervoor door het uitkeren van een loon. Het element van het reproduceren van de productierelaties is een complexer punt. Hier gaat het om het feit dat het systeem er ook moet voor zorgen dat de bestaande relaties tussen de heersende klasse en het proletariaat behouden moet worden. Wil het kapitalisme blijven bestaan, dan moet zij volgens Althusser zorgen dat er altijd een uitgebuit proletariaat is en een heersende klasse van kapitalisten die geaccepteerd wordt.
Dit tweede element wordt volgens Althusser verwezenlijkt door de ideologische staatsapparaten. Dit zijn structuren die aanwezig zijn in de maatschappij en er in functie van de heersende klasse voor zorgen dat de ideologie wordt opgelegd aan alle lagen van de maatschappij. De klassenstrijd bestaat er dus ook in deze ideologische staatsapparaten onder controle te krijgen, iets dat niet meteen verwezenlijkt is door een staatsgreep en dus het bezit van het gewone (repressieve) staatsapparaat.
Althusser merkte ook op dat het gewone Repressieve Staatsapparaat door de tijd heen hetzelfde blijft, terwijl de ideologische staatsapparaten wel kunnen verschuiven van invloedswaarde. Zo was vroeger de Kerk dominant, maar vandaag de dag is volgens Althusser eerder het onderwijs-ideologisch staatsapparaat dominant. Hij stelde dus niet dat het politieke staatsapparaat het dominante staatsapparaat is. Althusser wees erop dat er immers ook andere staatsvormen mogelijk zijn, ondanks het kapitalisme. De scholen daarentegen zijn overal dominant: kinderen moeten (vaak) verplicht naar school, en worden zo dus verplicht onderworpen aan het aanleren van technieken, of zelfs zuivere ideologie in de vorm van ethiek, burgerzin of filosofie.

### Geschiedenis
Een apart figuur in het structuralisme is Michel Foucault, die het structuralistische ideeëngoed laat binnensluipen in de geschiedenis. De doelstelling van Foucault bestaat er vooral in de verborgen verbanden tussen sociale instituten, ideeën, gewoonten en machtsrelaties te denken. Zo probeert hij de verschillende vormen van kennis te ontrafelen en aan de oppervlakte te brengen. Foucault betoogt immers dat er onbewuste epistèmes aan het werk zijn, die het denken van een tijdsperiode bepalen. Dit idee komt sterk overeen met het concept van paradigma van Thomas Kuhn, maar gaat verder dan de wetenschap alleen. Het hele denken van een bepaalde periode wordt volgens Foucault bepaald door een onderliggend systeem.
Foucault hanteerde de methode die hij terugvond in het werk van Friedrich Nietzsche, met name de door Nietzsche gehanteerde methode van genealogie in Jenseits von Gut und Böse (1886) en Zur Genealogie der Moral (1887). Nietzsche beschreef in deze werken de geschiedenis van fundamentele noties als rede en moraal en betoogde hier dat deze fundamentele waarden gefundeerd lijken te zijn op eerder toevallige gebeurtenissen. De moraal komt bijvoorbeeld voort uit de vroegere relatie tussen de sterken en de zwakken uit te de samenleving, waarna de zwakken door listige trucs de relaties hebben omgedraaid en hun eigen eigenschappen van zwakheid en bescheidenheid tot deugd hadden gemaakt. Foucault nam deze methode over en paste het op andere domeinen van de geschiedenis toe.
Zo werkte hij in Folie et déraison (1961) een geschiedenis van de waanzin uit. Foucault betoogde dat de verschillende vormen van waanzin een product zijn van stigmatisatie door de samenleving. Bepaalde eigenschappen, gedragingen en karakters worden met andere woorden als krankzinnig getypeerd, omdat het niet past in de cultuur en de normen van de samenleving. De geneeskunde volgt deze stigmatisering op de voet en bedenkt achteraf theorieën ter rechtvaardiging van deze stigmatisering.
In Les mots et les choses (1966) een geschiedenis van de humane wetenschappen en meer concreet een onderzoek naar de voorwaarden voor kennis. De menswetenschappen zijn een duidelijk product van een bepaalde tijd. Daarvoor was de mens immers geen object van wetenschappelijk onderzoek en Foucault betoogde ook dat de mens door de komst van het structuralisme geen object meer van wetenschappelijk onderzoek meer is. Hij onderzocht hoe de humane wetenschappen zijn ontstaan vanaf de Renaissance tot aan de 19e eeuw. In dit werk hanteerde hij vooral zijn begrip van epistème en iedere tijdsperiode typeren door een volledig eigen onderliggend denkkader. Hij stelde dat het uiteindelijke denkkader waarin de menswetenschappen ontstaan en waarbij dus de mens zowel onderzoeker als onderzoeksobject is, tot kortsluiting zou leiden. Het is hieruit dat het structuralisme begrepen moet worden: de mens realiseert zich niet de oorsprong van kennis en handelen te zijn, maar slechts een product ervan.
Een ander belangrijk werk is Surveiller et Punir (1975), waarin Foucault de geschiedenis van de gevangenis beschreef. Hij vertrok hier van het wonderbaarlijke gegeven dat de straffen door de tijd sterk veranderd zijn: waar oorspronkelijk vanuit lijfstraffen (lichaam) belangrijk waren, zou er langzamerhand een evolutie zijn geweest naar straffen in functie van morele verbetering (geest). Hij kwam hier vooral tot de conclusie dat de moderne maatschappij gekenmerkt wordt door een sterke toename van disciplinevorming, in alle maatschappelijke gebieden. Het onderwijs, het ziekenhuis en vele andere gebieden zijn allemaal ingericht naar het model van de gevangenis. Zo wordt er ook in de school en in het ziekenhuis een duidelijk bepaald tijdsschema en plaatsschema gebruikt: iedereen heeft vaste uren en vaste kamers. Ook worden leerlingen en patiënten genummerd en staan ze onder permanente evaluatie en toezicht: leerlingen worden op regelmatige basis door het jaar heen beoordeeld en hetzelfde geldt voor patiënten.
In zijn latere werk hield hij zich bezig met de seksualiteit, maar Foucault zette zich hier echter al van bepaalde typische structuralistische elementen af en nam de taalkunde van de Saussure niet meer zo strikt. Zo werd hij vaak al gezien als een poststructuralist.

### Verdere toepassingen
Ook heeft het structuralisme navolging gekregen in gebieden als de literatuurwetenschap en de literaire kritiek met Roland Barthes, Jacques Ehrmann en Tzvetan Todorov die de narratologie ontwikkelden. Barthes verklaarde in zijn essay La mort de l'Auteur (1968) de auteur van een tekst dood. Hij stelde immers dat het niet de auteur zelf is die de betekenis van een tekst bepaalt, noch hoe lezers zijn tekst lezen. In zijn werk S/Z (1970) nam hij dan een bepaalde tekst onder de loep en analyseerde welke bepaalde onbewuste structuren onder deze tekst verborgen liggen.
Daarnaast wordt de term ook wel gehanteerd binnen de architectuur onder de term architecturaal structuralisme. Dit komt bijvoorbeeld in het vroege werk van Herman Hertzberger sterk naar voren. In feite is het structuralisme ook toegepast in de psychologie, door Edward B. Titchener, hoewel deze positie niet heel succesvol was.
Ook Jean Piaget en Noam Chomsky kunnen met dit gedachtegoed in verband worden gebracht. Bij Piaget komt dit vooral terug in zijn werk Le Structuralisme (1968). Hij stelde dat er bepaalde terugkomende structuren zijn in het groeiproces van ieder kind, die dan ook steeds terugkomen. Lucien Goldmann poogde dit werk van Piaget verder uit te werken en dieper te plaatsen in een meer structuralistisch kader, onder de vorm van genetisch structuralisme.
Chomsky werkte in Syntactic Structures (1957) zijn generatieve taalkunde uit en stelde dat er bepaalde vaste taalstructuren zijn die bij ieder mens voorkomen. De kern volgt uit zijn hypothese dat er een universele grammatica is: er is een aangeboren taalvermogen dat bij elke mens aanwezig is en dat de overeenkomsten tussen menselijke talen verklaart. Chomsky zette zich echter sterk af tegen de klassieke structuralistische taalkunde, zoals die van de Saussure. Ook René Thom en zijn wiskundige Catastrofetheorie kan onder de structuralistische invloed geplaatst worden. Deze laatste auteurs hebben echter wel het kenmerk dat ze niet meer zo ver gaan in het structuralisme, en niet meer stellen dat bepaalde structuren het gehele sociale leven domineren. Ze zullen meer bescheiden argumenteren dat in bepaalde deelgebieden er structuren zijn die er een cruciale rol in vervullen.

## Kritiek
Er is uit verscheidene hoeken kritiek geleverd op de stroming van het structuralisme. Ernest Gellner wees erop dat de aantrekkingskracht van deze stroming erin ligt dat ze ervoor zorgt, doordat de sociale werkelijkheid door de mens geconstrueerd is, dat de werkelijkheid nooit geheel vervreemd van de mens kan zijn. De werkelijkheid kan zo niet koud, onverschillig en geheel anders zijn, want ze is een product van structuren analoog met de menselijke taal.:126
Dit is natuurlijk geen beslissend argument tegen deze stroming. Gellner beweerde echter daarnaast ook dat het structuralisme foutief is in haar idee om alle maatschappelijke structuren op te vatten naar analogie van symbolische systemen. Sociaal gedrag wordt geleid door een bepaalde gewoonte of morele regel en een immorele daad is daarbij geheel verstaanbaar voor alle leden van die cultuur, terwijl grote grammaticale blunders tot geheel onbegrip kunnen leiden. Sociaal gedrag heeft met andere woorden niet zo'n rigide grammatica als een taal dat heeft. [Social behaviour] is often technical: it chooses effective means, not codified symbols. If this is so, much modern structuralism may be inspired by quite the wrong model.:127 Het grootste verschil is echter dat sociaal gedrag, in tegenstelling tot elke taal, een bijproduct is van twee zaken, en niet één zoals de taal. De taal wordt louter gestuurd door de culturele conventies en de regels die in de taal heersen; gedrag wordt echter ook nog gestuurd door de oorzakelijke verbanden in de fysische wereld die los staan van die conventies. Mijn gedrag kan bepaald worden door het weer, een ziekte of een fysieke muur die in mijn weg zit.

## Invloed
Het structuralisme verdween even snel als het opkwam. Het oorspronkelijke project van het zoeken naar onderliggende onbewuste structuren die het menselijk leven bepalen, blijkt mislukt. Desondanks speelt het structuralistische gedachtegoed een essentiële rol in het verdere verloop van de filosofie en verscheidene menswetenschappen. De verdere filosofie wordt zo immers getypeerd als poststructuralisme en zo was het structuralisme essentieel voor verscheidene andere belangrijke denkers.:10
Zo is Paul Ricoeurs denken en zijn hermeneutiek nauw verbonden met bepaalde structuralistische thema's en zag Julia Kristeva door de ideeën van het structuralisme een revolutionair potentieel in de semiotiek en literaire kritiek. Ook bij Jacques Derrida is de invloed van het structuralisme merkbaar: zo stelde hij in zijn werk De la grammatologie (1967) zijn taaltheorie als een wetenschap van het geschreven teken voor. Een cruciale rol had het werk van Jacques Lacan voor het werk L'Anti-Œdipe (1972) van Gilles Deleuze en Félix Guattari.
Een verder belangrijk element van de invloed van het structuralisme is dat het ook doordrong in vele gebieden buiten de filosofie, zoals de antropologie, sociologie en literaire studies. Ook belangrijk is dat het structuralisme op deze wijze het blijvend idee heeft achter gelaten dat de mens waarschijnlijk niet vrij is in het doen en laten in de maatschappij. Het is niet de mens zelf die alles kiest wat er in een maatschappij gebeurt, maar er zijn bepaalde structuren die deze beslissingsprocedures begeleiden. Hedendaagse auteurs gaan echter niet meer zover en hebben het idee verlaten dat alle maatschappelijke elementen producten zijn van zulke structuren, noch verklaren zij het subject dood zoals het structuralisme dat deed.